# Vitálio I de Antioquia
Vitálio I de Antioquia (em latim: Vitalis) († ca. 314) foi o bispo de Antioquia entre 308 e 314. Nada se sabe sobre a sua vida e há dúvidas inclusive sobre o período de seu reinado, com algumas fontes indicando alternativamente o período de 314-320.